# Saint-Brandan
Saint-Brandan település Franciaországban, Côtes-d’Armor megyében. Lakosainak száma 2285 fő (2022. január 1.). Saint-Brandan Le Fœil, Plœuc-L’Hermitage, Lanfains, Plaine-Haute, Plaintel és Quintin községekkel határos.

## Népesség
A település népessége az elmúlt években az alábbi módon változott:
| Lakosok száma | 1741 | 2032 | 2184 | 2219 | 2386 | 2398 | 2368 | 2309 | 2298 | 2285 |
|               | 1968 | 1982 | 1990 | 2006 | 2013 | 2015 | 2017 | 2019 | 2020 | 2022 |

## Közlekedés
A település 2006-ig rendelkezett vasútállomással, ekkor zárták be a Gare du Pas-t.